# Przystanie kajakarskie w Bydgoszczy

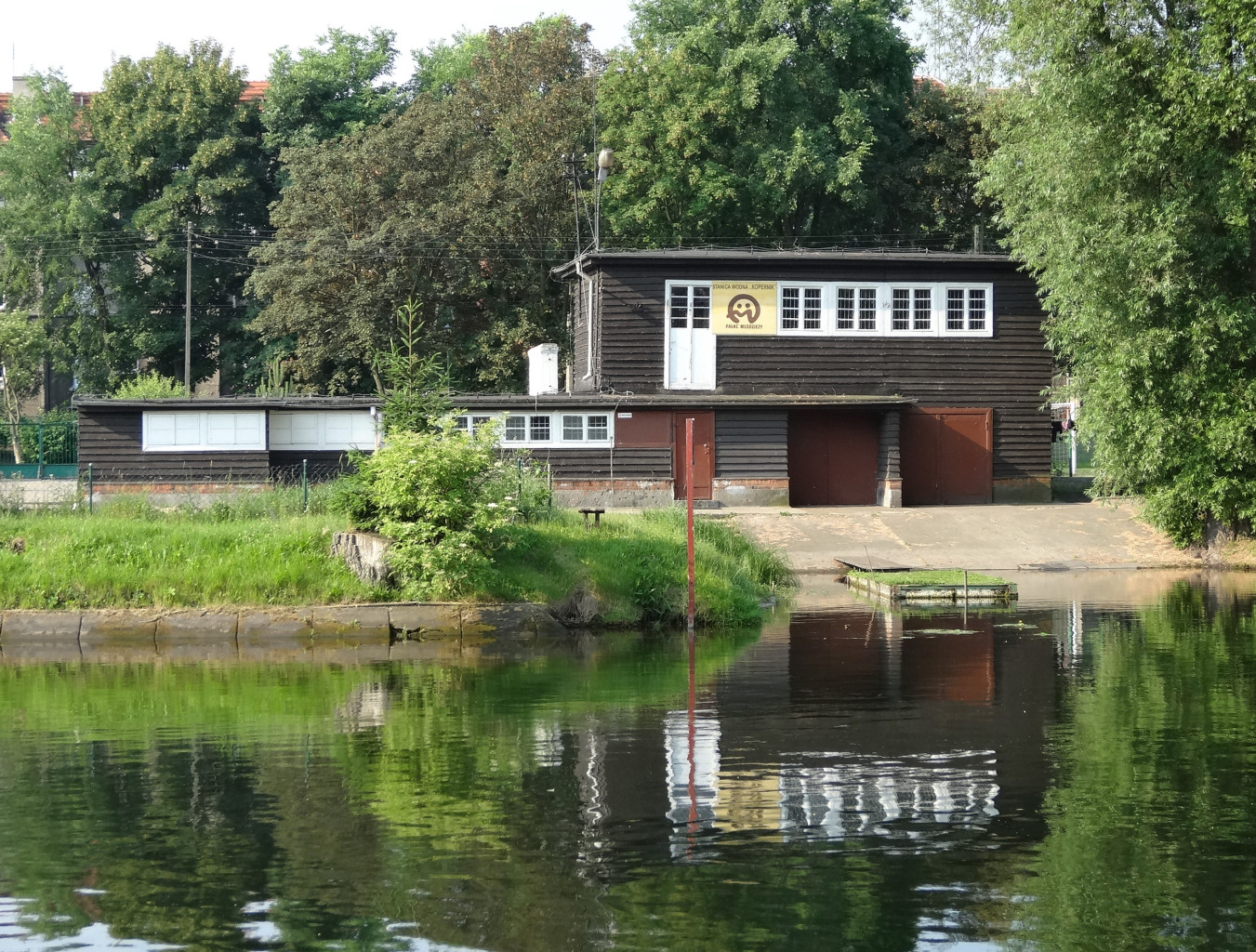
Zabytkowa stanica UKS „Kopernik” latem..

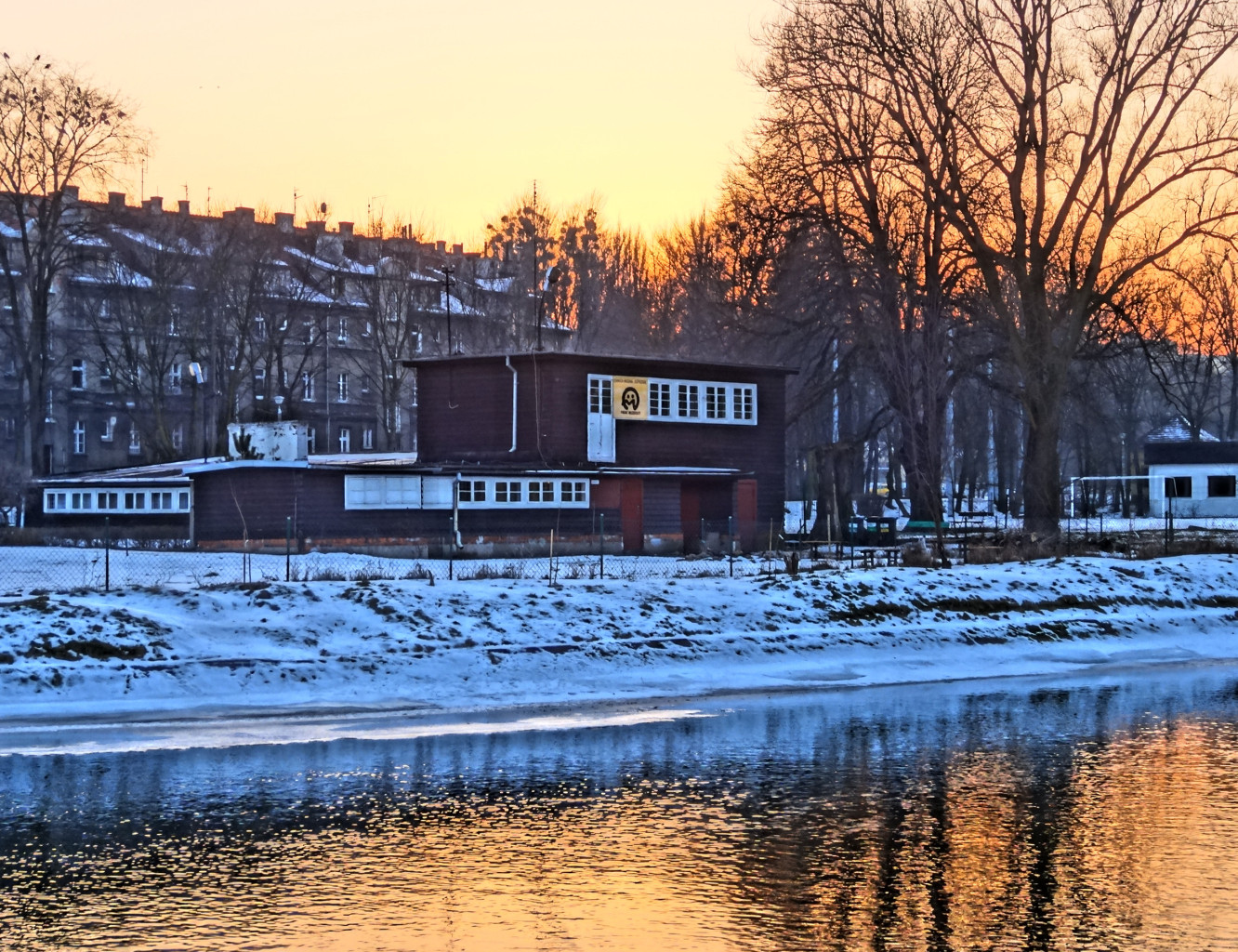
..i zimą

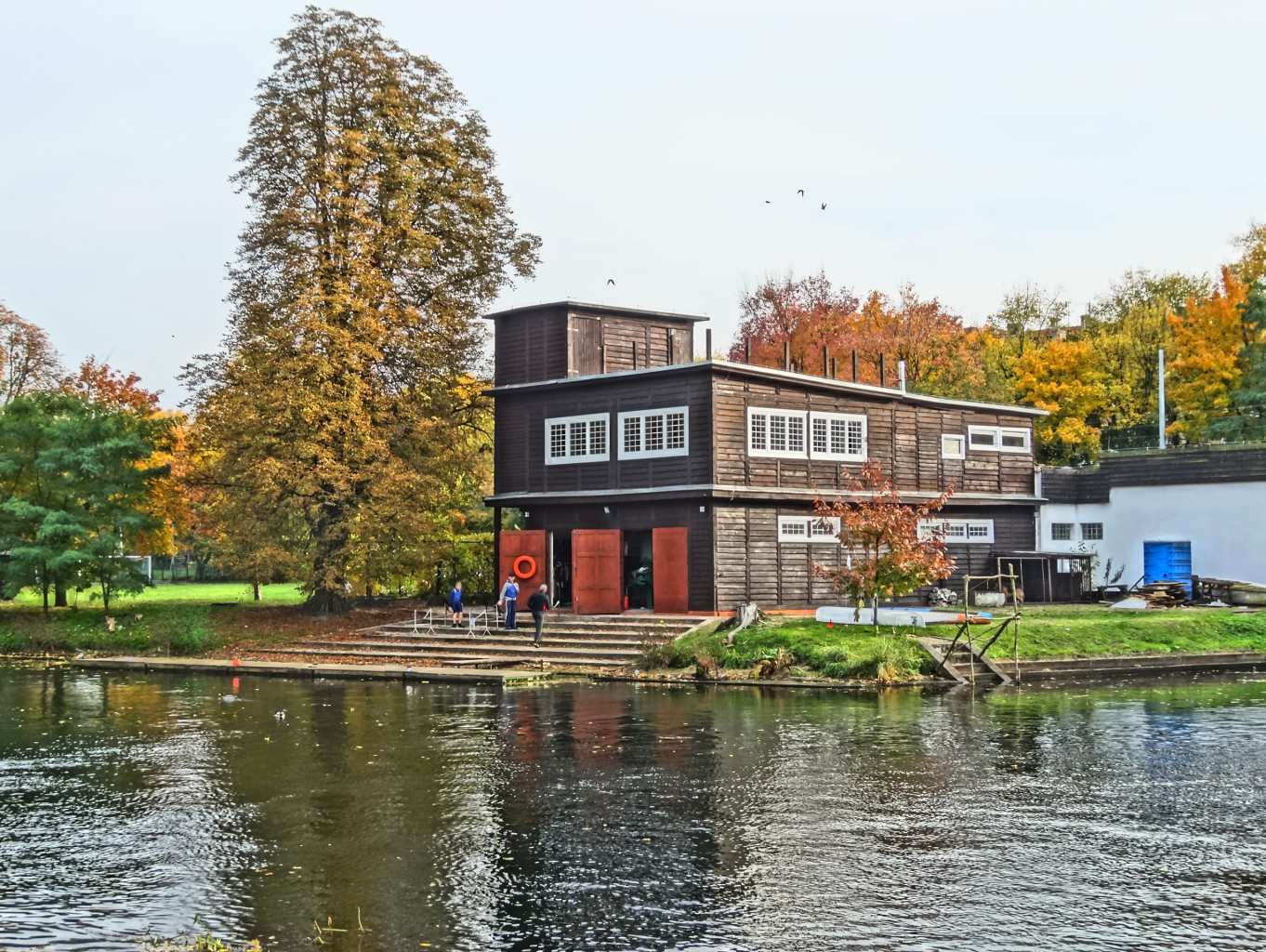
Przystań z logo sekcji wodnej Kujawsko-Pomorskiej Szkoły Wyższej

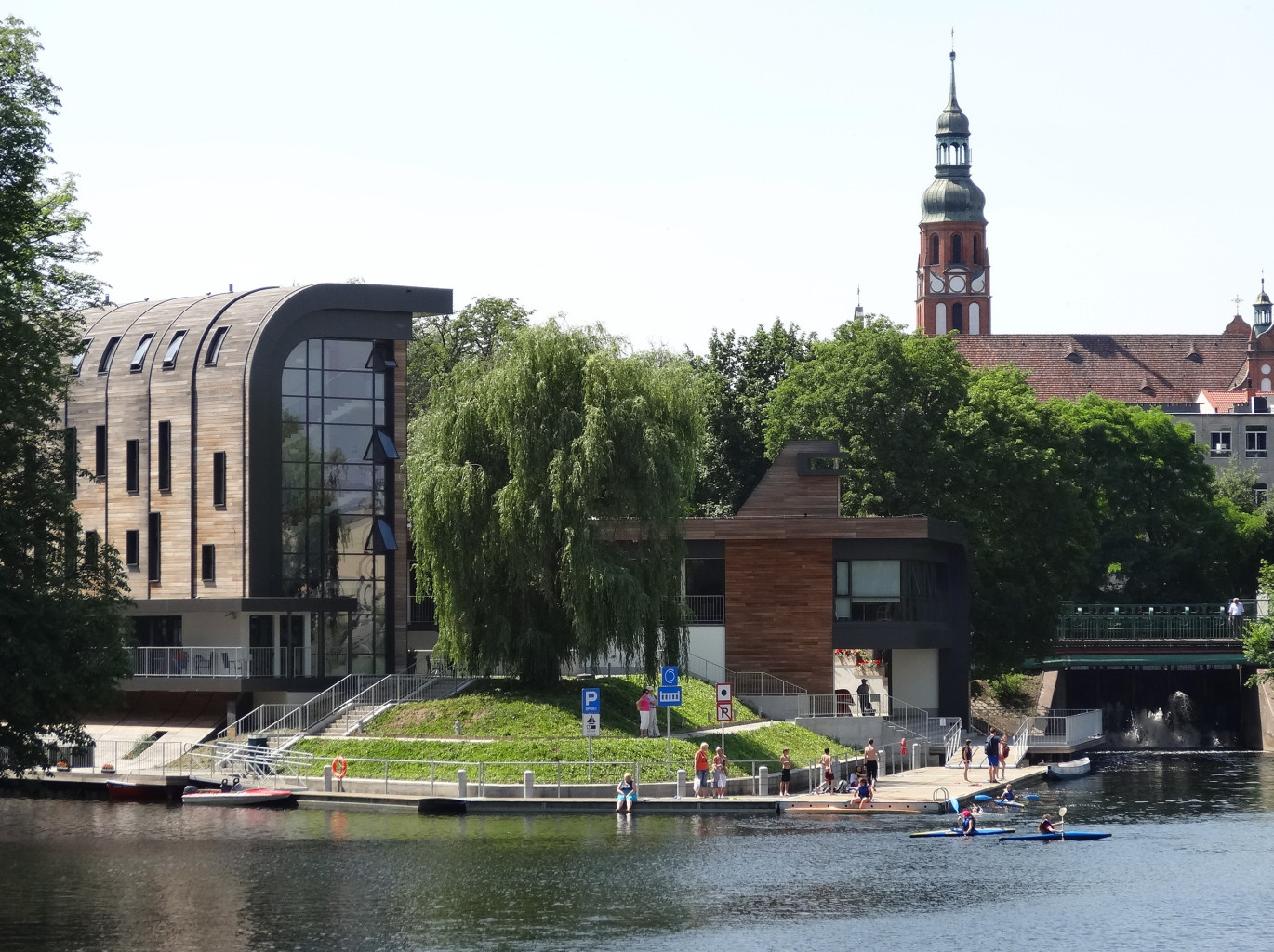
Przystań Bydgoszcz na Wyspie Młyńskiej

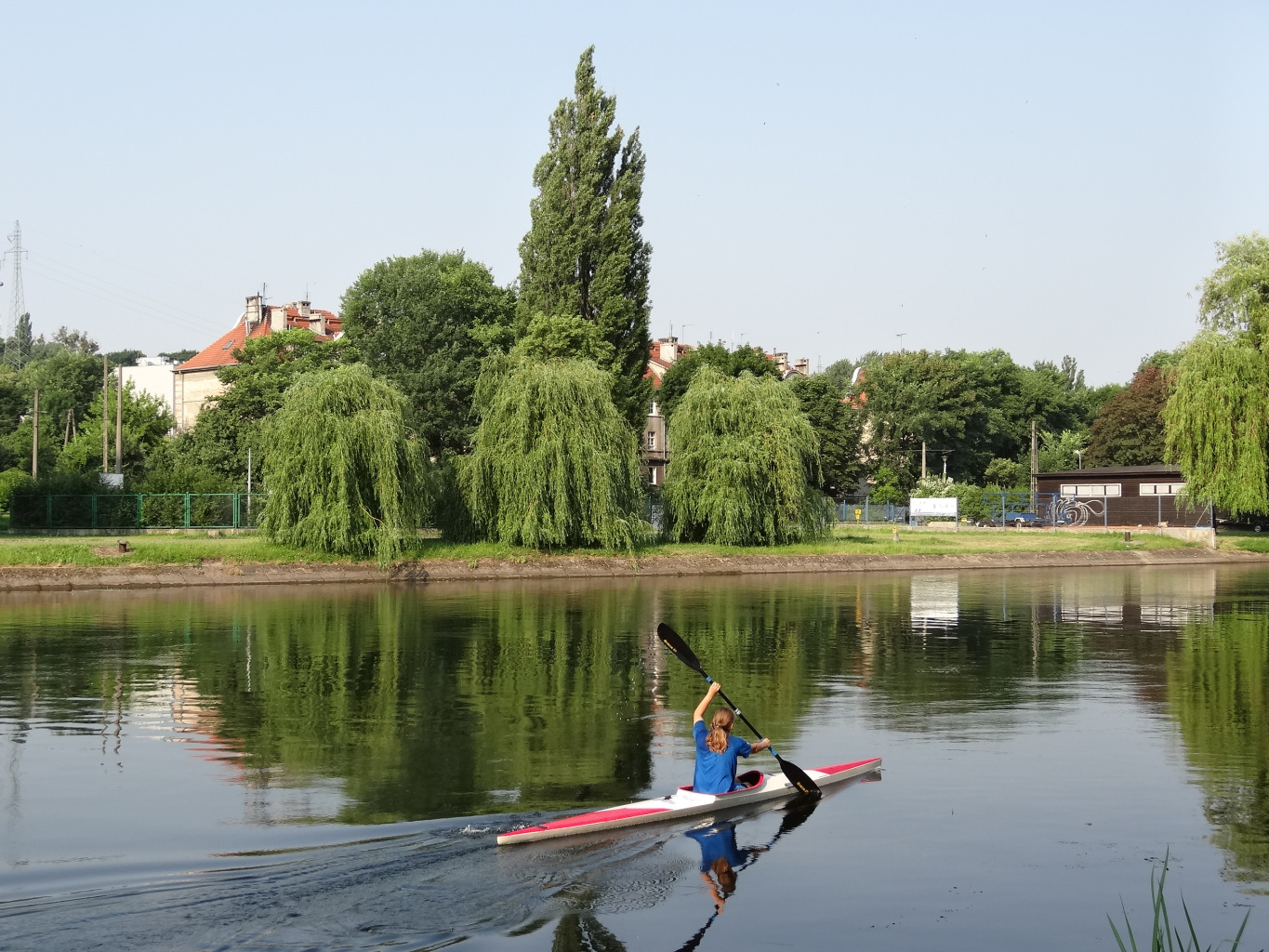
Trening na Brdzie

Przystanie kajakarskie w Bydgoszczy – obiekty sportowe położone w Bydgoszczy związane z uprawianiem kajakarstwa.

## Kajakarstwo w Bydgoszczy
Bydgoszcz słynna z tego, że tutaj kończy się szlak turystyczno-kajakowy Brdy, położona wśród rzek i kanałów Bydgoskiego Węzła Wodnego, jest predestynowana do rozwoju kajakarstwa sportowego.
Kajakarstwo w formie masowej zaistniało w Bydgoszczy w 1931 r., kiedy to na zlecenie Kuratorium Okręgu Szkolnego Poznańskiego młodzież szkolna pobudowała w ramach tzw. robót ręcznych 20 kajaków, a dalszych 25 było w budowie. Uroczystość spuszczenia na wody sprzętu odbyła się na przystani KW „Gryf” 21 czerwca 1931 r. W latach 1931–1933 rosła w szybkim tempie liczba kajakarzy i ilość sprzętu wodnego. Poszukiwano miejsc do przechowywania kajaków; wykorzystywano do tego m.in. przystanie wioślarskie, których w Bydgoszczy do 1938 r. powstało 11.
W kajakarstwie wyczynowym największą rolę w okresie międzywojennym odgrywał Klub Sportowy „Wodnik”,  rozwijający zarówno kajakarstwo regatowe, jak i turystyczne. Klub ten zorganizował w roku 1936 kajakowe zawody o mistrzostwo Brdy na trasie Koronowo-Bydgoszcz. W 1937 r. stanęły w nich do współzawodnictwa 84 załogi z całego kraju.
15 grudnia 1935 roku powstał Pomorski Okręgowy Związek Kajakowy z siedzibą w Bydgoszczy, którego ster przejął w następnym roku red. Stanisław Strąbski, działacz i prezes BKS Wodnik. Okręg organizował doroczne regaty na trasie Bydgoszcz-Łęgnowo.
Spośród innych klubów posiadających sekcje kajakowe można wymienić m.in. 16 Drużynę Żeglarską ZHP, która w 1935 r. posiadała 26 kajaków żaglowych, turystycznych i wyścigowych.
Pierwsze regaty kajakowe o mistrzostwo Pomorza odbyły się na torze w Brdyujściu 17 lipca 1932 r. razem z regatami żeglarskimi.
W 1936 r. powstała przystań na Wyspie Młyńskiej, którą wykorzystywali zarówno wioślarze, jak i kajakarze. Rok później BKS Wodnik zbudował przystań na terenie przyległym do KS Pocztowego PW. Bydgoszcz stała się największym ośrodkiem kajakowym w kraju, z uwagi na infrastukturę do uprawiania tego sportu oraz sukcesy na arenie krajowej.
W 1945 r. powołano w Bydgoszczy Polski Związek Kajakowy (równocześnie z Krakowem). Jego zorganizowanie było dziełem działacza sportu kajakowego, członka BKS Wodnik Witolda Borowskiego. 12 sierpnia 1945 r. odbyły się w Bydgoszczy pierwsze po II wojnie światowej kajakowe mistrzostwa Polski.
Klub Sportowy „Wodnik” rozwijał działalność aż do reorganizacji sportu polskiego w 1949 r. Kontynuatorem tej działalności od 1955 r. było Towarzystwo Sportowe „Gwiazda”.
Kajakarze bydgoscy odnosili sukcesy od 1950 r., kiedy sięgnęli po tytuł mistrzów Pomorza. W latach 1951–1965 duże sukcesy odnosiła bydgoska kajakarka Daniela Walkowiak-Pilecka. Startowała na trzech olimpiadach: Melbourne 1956 (IV miejsce w jedynkach), Rzymie 1960 (brązowy medal w jedynce i VI miejsce w dwójce), Tokio 1964 (VII miejsce w finale). Zdobyła 32 tytuły mistrzyni Polski we wszystkich kategoriach łodzi kajakowych (jedynka, dwójka, czwórka) kolejno: w bydgoskim „Ogniwie”, „Gwieździe, w warszawskiej „Sparcie” i bydgoskim „Zawiszy”.
W latach 70. XX w. działały w Bydgoszczy następujące kluby kajakarskie:
- WKS „Zawisza” (od 1952 r.), w latach 1954–1956 i 1960–1966 zdobył 37 tytułów mistrza kraju, był również wielokrotnie drużynowym mistrzem Polski
- KS „Łączność”, rozwijał głównie kajakarstwo młodzieżowe,
- KS „Astoria” (od 1953 r.)

Największe sukcesy w kajakarstwie sportowym w Bydgoszczy po 1970 r. odnosił Klub Sportowy „Astoria”.
Od 1975 roku pierwsze medale zaczął zdobywać jeden z najlepszych zawodników w historii klubu – Zdzisław Szubski. Zdobywał medale na mistrzostwach świata: brąz w Sofii (1977), srebro w Belgradzie (1978), Duisburgu (1979) i Nottingham (1981). Siódme miejsce zajął na Igrzyskach Olimpijskich w Moskwie (1980). W 1985 r. pobił rekord Guinnessa przepływając kajakiem non stop Wisłę od Oświęcimia do Westerplatte (968 km) w czasie 126 godzin i 55 min. W 1986 r. zwyciężył w pięciu międzynarodowych maratonach kajakowych.
Następcą Zdzisława Szubskiego został Dariusz Białkowski, brązowy medalista olimpijski z Barcelony (1992) i Sydney (2000), mistrzostw świata w Duisburgu (1995, 1997), olimpijczyk z Atlanty (1996) i Aten (2004).
Kolejni medaliści olimpijscy z Bydgoszczy to:
- Maciej Freimut (WKS „Zawisza”) – srebro na olimpiadzie w Barcelonie 1992,
- Iwan Klementiew (WKS „Zawisza”) – srebro na olimpiadzie w Atlancie 1996,
- Beata Mikołajczyk (UKS „Kopernik”) – srebro na olimpiadzie w Pekinie 2008.

Najważniejsze miejskie kluby, które odnoszą sukcesy w regatach krajowych i międzynarodowych to KS „Astoria”, WKS „Zawisza” i UKS „Kopernik”.

## Przystanie
Obecnie kajakarstwo uprawia się w Bydgoszczy głównie na rzece Brdzie oraz torze regatowym.
W 2012 r. istniały w Bydgoszczy następujące przystanie kajakarskie:
- Przystań TKKF „Orzeł” (ul. Nadrzeczna 2) otwarta do użytku publicznego. Korzysta z niej Stowarzyszenie Promocji Turystyki Krajowej „Orzeł”, zrzeszające miłośników kajakarstwa turystycznego[5].
- Przystań Wodna WKS „Zawisza” – ul. Mennica 12. Przystań sekcji wioślarskiej i kajakarskiej klubu, położona na Wyspie Młyńskiej (patrz Przystanie wioślarskie w Bydgoszczy). W latach 2010–2012 realizowano nową przystań w ramach kompleksu turystycznej przystani jachtowej na Wyspie Młyńskiej. Budowa ta odbyła się w ramach Programu Rewitalizacji i Rozwoju Bydgoskiego Węzła Wodnego. Po zakończeniu prac budowlanych przystań zostanie częściowo udostępniona mieszkańcom miasta[5].
- Przystań Pałacu Młodzieży – ul. Babia Wieś 5. Obiekt powstał w 1927 r. przy Miejskim Gimnazjum Męskim im. Mikołaja Kopernika. Obecny drewniany szałas wioślarski został zbudowany w 1936 r. Od lat 70. XX w. stanica należy do Pałacu Młodzieży. 19 listopada 1993 r. obiekt został wpisany do rejestru zabytków (nr rej. A/386/1).
- Przystań UKS „Kopernik” – ul. Babia Wieś 3. Obiekt znajdujący się naprzeciw ul. Uroczej został zbudowany w 1936 r. dla powstałej w 1931 r. Okręgowej Sekcji Wodnej Pocztowego Przysposobienia Wojskowego. Po II wojnie światowej nadal należał do pocztowców zrzeszonych w KS „Łączność”. Od 2006 r. należy do Uczniowskiego Klubu Sportowego „Kopernik” działającego przy Pałacu Młodzieży. W 2009 r. wykonano remont obiektu, m.in. przyłączenie do sieci kanalizacyjnej, budowę siłowni z ergometrem[6]. Do UKS „Kopernik” należy srebrna medalistka olimpijska z Pekinu 2008 Beata Mikołajczyk.
- Przystań CWZS Zawisza na torze regatowym w Brdyujściu (ul. Witebska 18), częściowo udostępniona do użytku publicznego[5].
- Przystań na torze regatowym (ul. Witebska 23) w gestii hali sportowo-widowiskowej „Łuczniczka”, nie udostępniona do użytku publicznego[5].
- Przystań UKS „Kormoran” (ul. Toruńska 157), nie udostępniona do użytku publicznego[5].
- Klub WTS „Astoria” (ul. Królowej Jadwigi 23) Klub kajakarski.